# 兒化
兒化，是現代標準漢語語音中的一種特殊現象，指漢語中的一些字詞（主要為名詞），詞尾原帶有 /ar/ 的獨立音節，在連讀後，產生連音變化，兩個音節融合成一個音節，er 音節與前面音節結合，前面音節產生些微變化，而後面音節只剩下帶上捲舌色彩的 /r/ 音。這個捲舌 /r/ 音，漢字常標記為兒字，因此得名。兒化的韻母稱作兒化韻，兒化的音節稱作兒化音。
在漢語中，兒化音起源相對較晚，在上古漢語與中古漢語中尚不存在，主要起源自北方漢語，向南方漢語擴散。在清代成為北京話的特色之一，在中華民國成立後建立的國語，以及中華人民共和國的普通話中皆繼承了這些特色。

## 現代標準漢語中的兒化
現代標準漢語中，兒化指的是韻母帶上捲舌色彩的現象。「兒」虛化最早見於東漢，而用作r音音譯最早見於十三世紀，但口語/ɚ/（ar）音由北方向南擴散。单韵母“er”（注音符号：ㄦ）的字（如：儿、尔、耳）附著在其他字後面時前字和它發音的縮合及改變。例如「盤兒」，「花兒」()。複合詞中，儿化音并非必须加在词汇的最后方，如馅儿饼、爷儿俩、猴儿王，都是在首字后加儿化音。

### 發音

#### 變化規律
一般來說，兒化時由於發生日化而發生以下的現象：
- 使舌位靠前且高的韵尾/i/和/n/消失。例如「伴」/pɐr꜄/ 、「蓋」 /kɐr꜄/。
- 使韻腹的元音央化，例如[e]變成[ə]，及屬元音/ɑ/的[ɛ]變成[ɐ]。例如「妹兒」 /mər꜄/、「份兒」 /fər꜄/、院兒」 /ɥɐr꜄/。
- 使韻腹/i/、/y/成为介音，並且在中間置入/ə/。例如「氣兒」 /tɕʰi̯ər꜄/、「勁兒」 /tɕi̯ər꜄/、「黑地儿」 /di̯ər꜄/；「裙兒」 /꜁tɕy̯ər/、「驢兒」 /꜁ly̯ər/等。
- 使舌尖元音/ɿ//ʅ/消失，並且在中間置入[ə]。
- 使舌位靠後的韵尾/ŋ/消失，並使韻腹的元音鼻化。例如「趟兒」 /tʰɑ̃r꜄/。
- 在部份人群中，使低元音/ɑ/轻度中央化为[ɐ]。例如「把」 /pɑr꜄/~/pɐr꜄/。

### 書寫

#### 漢字
書面表示方法是在字後加“儿”，有时会用小一号的“儿”字。不過，在書面上不一定都寫出，特別是一些常用詞，例如指示詞「這」「那」即使讀作、，往往也不寫出「兒」來。
此外，即使帶「兒」字的詞，也不一定就是兒化音，也有可能把「兒」讀作單獨的音節，比如「花兒」既可以讀作兒化音，也可以讀作兩個音節的，還有人名的“婉兒”(wǎn'ér)是兩個音節，而不同于“碗儿”(wǎnr)。另外，某些詩歌、散文中的原本讀作兒化音的詞，“兒”也獨立成字節，不需兒化。

#### 漢語拼音
《漢語拼音方案》規定，「韻母ㄦ寫成 er，用作韻尾的時候寫成 r」。例如「花兒」用漢語拼音表示爲。

### 汉语兒化韻表
| 韵腹 | 韵腹 | /a/            | /a/                | /a/                | /a/               | /ə/            | /ə/               | /ə/                | /ə/              | /i/               | /u/              | /u/                | /y/              | ∅         |
| 介音 | 介音 | ∅              | /j/                | /w/                | /ɥ/               | ∅              | /j/               | /w/                | /ɥ/              | ∅                 | ∅                | /j/                | ∅                | ∅         |
| 韵尾 | ∅    | [ä˞] ar ㄚㄦ   | [jä˞] iar ㄧㄚㄦ   | [wä˞] uar ㄨㄚㄦ   |                   | [ɤ˞] er ㄜㄦ   | [jɛ˞] ier ㄧㄝㄦ  | [wo˞] uor ㄨㄛㄦ   | [ɥɛ˞] üer ㄩㄝㄦ | [jə˞] ir ㄧㄦ     | [u˞] ur ㄨㄦ     |                    | [ɥə˞] ür ㄩㄦ    | [ɨ̯ə˞] -ir |
| 韵尾 | /i/  | [ɐ˞] air ㄞㄦ  |                    | [wɐ˞] uair ㄨㄞㄦ  |                   | [ə˞] eir ㄟㄦ  |                   | [wə˞] uir ㄨㄟㄦ   |                  |                   |                  |                    |                  |           |
| 韵尾 | /n/  | [ɐ˞] anr ㄢㄦ  | [jɐ˞] ianr ㄧㄢㄦ  | [wɐ˞] uanr ㄨㄢㄦ  | [ɥɐ˞] üanr ㄩㄢㄦ | [ə˞] enr ㄣㄦ  |                   | [wə˞] unr ㄨㄣㄦ   |                  | [jə˞] inr ㄧㄣㄦ  |                  |                    | [ɥə˞] ünr ㄩㄣㄦ |           |
| 韵尾 | /u/  | [ɑu̯˞] aor ㄠㄦ | [jɑu̯˞] iaor ㄧㄠㄦ |                    |                   | [ou̯˞] our ㄡㄦ | [jou̯˞] iur ㄧㄡㄦ |                    |                  |                   |                  |                    |                  |           |
| 韵尾 | /ŋ/  | [ɑ̃˞] angr ㄤㄦ | [jɑ̃˞] iangr ㄧㄤㄦ | [wɑ̃˞] uangr ㄨㄤㄦ |                   | [ə̃˞] engr ㄥㄦ |                   | [wə̃˞] uengr ㄨㄥㄦ |                  | [jə̃˞] ingr ㄧㄥㄦ | [ʊ̃˞] ongr ㄨㄥㄦ | [jʊ̃˞] iongr ㄩㄥㄦ |                  |           |

### 含義

#### 指小稱
- 一瓶（yìpíng） → 一瓶儿（yìpíngr），读作/ʔi˥˩pʰjɚ̃˧˥/
- 公园（gōngyuán） → 公园儿（gōngyuánr），读作/kʊŋ˥ʔɥɐɚ̯˧˥/
- 小孩（xiǎohái） → 小孩儿（xiǎoháir），读作/ɕjau̯˨˩˦xaɚ̯˧˥/
- 事（shì） → 事儿（shìr），读作/ʂɻɚ˥˩/

汉语中，除兒化音以外，后缀“子”也是常見的指小稱（加上某个后缀以表达特定感情的一种称呼）。在一些詞彙中，兩種指小稱均可使用，但不同地區的人會有使用偏好，如北方人更傾向“小孩儿”，而南方人傾向“小孩子”。也有些詞則傾向于直接去掉兒化音：“哪儿（nǎr），一點儿（yìdiǎnr），好玩儿（hǎowánr）”分別只用“哪里（nǎlǐ）、一点（yìdiǎn）、好玩（hǎowán）”。

#### 同音辨義
有一些詞兒化與否意思有本質差別，如「白麵」（小麦粉）和「白麵儿」（海洛因）、「眼」和「眼兒」、「頭」和「頭兒」。
兒化音也用於區別同音字，如「一隊」和「一對兒」、「完」和「玩兒」等。
兒化音還可以用於區分詞性，例如動詞「畫」和名詞「畫兒」。

### 使用
有时是否使用一些兒化音難以從道理推斷，其中有複雜的歷史或音韻原因或者為了和同音字區別，由此也可以用來推測一個人是否本地人。如在北京的城門中，多數如“前門”、“西直門”、“復興門”等不能兒化，而“西便門”、“廣渠門”卻通常使用兒化。再有，“小張”、“小王”可以兒化表示亲切，但“老張”、“老王”（表尊重）、“小李”、“老李”（意义易转变）都不兒化。這種只有本地化使用的方式，其他地方並不跟隨。
雖然在官話中有不少會用得著兒化音，但兒化音現階段一般只會在中國大陸官話地區應用，大陸非官話地區、新加坡以及其他一些华侨所操的國語一般都不用兒化音。而台灣的「國語」受當地本土語言影響，兒化幾乎不存在，反而是書面語可能會保留諸如「一會兒」、「這兒」、「那兒」等說法。

## 历史
兒化音出現的時期較晚，上古漢語與中古漢語中皆沒有兒化音。對於兒化音的出現時間，學界主要有四個假說，分別為遼、金時期，元代，明代，與清代初期四者。以地域區分，兒化音首見於北方漢語，隨時間往南方漢語擴散。一些學者傾向認為漢語中的兒化音是受到阿爾泰語系影響而出現，也有學者主張這是由漢語內部自然演變而產生，與外來語言無關。
明中後期小說, 例如《西遊記》《三寶太監西洋記》《金瓶梅》等, 都已經開始有兒化詞出現, 這些兒化詞在今天的普通話中也大部分從兒化音。例如:
```
《
三寶太監西洋記
》六十七回: "滿朝朱紫貴，就沒有半個兒和我分憂的。"當中"半個兒"今日普通話也從兒化音。而《
金瓶梅
》十一回: "金蓮只在月娘面前打了個照面兒，就走來前邊陪伴西門慶。"當中"照面兒"今日普通話也從兒化音。
```

歷史文獻記載中, 至少明朝萬曆年間北京人徐溫所著的《重訂司馬溫公等韻圖經》中，已新增了兒化音，可見當時北京官話中，兒化音已經出現。而明末經澳門來華的意大利傳教士利瑪竇神父（Matteo Ricci）在《西字奇蹟》(1606) 用羅馬字為四篇宗教文章注音(從注音得知, 其音系依據為當時的南京官話), 當中也收入兒化音。
由於通常的中古漢語擬音中，兒字的聲母日母擬作硬顎鼻音類，六南方言白讀層亦多無兒化音。但考察元曲用韻，兒類字皆押入支思韻，无法证明兒化音的出现。《辽史》（元至正四年，1344年）《元史》（洪武三年，1370年粗成）中都用“耳”“儿”“尔”对译外语里面不作为音节开头的r（如：起儿漫、畏吾儿城）。
據中華人民共和國學者亦鄰真研究，阿爾泰語系語言，如蒙古語與突厥語，常見有以r 音起始加上元音的用法，漢語中的兒化音可能是此而來。香港學者楊若薇、張本楠認為漢語自元代起大量使用「兒」字以譯蒙古語中捲舌韻尾r。其出現非來自漢語內部的音位漸變，而是模擬外來語音。然而以兒字標注兒化音至清代才擴散完成，因此在擴散期間北方漢語中，兒字有同時在兒化韻與支思韻出現的時期:511-512。
中華人民共和國學者趙杰主張，北京話中的兒化音來自於清朝初年滿族成員為學習北方漢語，由滿語轉換為滿式漢語的過程中，受滿語影響，造成北京語出現輕音與兒化音的特徵。
中華人民共和國學者李思敬、薛鳳生與魯允中主張兒化韻起源自明代中期，並認為這是來自漢語本身的變化，而非受外來語影響。學者季永海曾舉出這派對於歷史文獻的解釋有錯誤之處，在元曲中應已存在兒化音，學者楊建國、董紹克皆支持季永海的見解。
赵元任、董少文等学者的早期研究认为，北京话带儿化韵的词的来源有三个：分别是里→儿、日→儿和兒→儿。前两者源自音变，后者源自名词虚化。陈治文发现翘舌音声母的字在一定条件下也会发生儿化，这一现象也是源自音变。

## 方言中的兒化

### 官話方言
在部份西南官話中，兒化韻簡并至一組（er, ier, uer, yer），如“板儿”與“本儿”同音，均音若/pɚ3/。
中原官話的部份方言保留入聲的喉塞音韻尾/ʔ/，其兒化形式通常直接丟失該韻尾。部份方言（如獲嘉方言）能分辨ir/inr和ür/ünr，於是“鸡儿”、“今儿”發音亦不同。
南京官話的兒化丟失介音i，且上聲同化為陽平，即“兒”的聲調。同時，其入聲字（韻尾為喉塞音/ʔ/）兒化的形式為/-rʔ/。

### 晉語
晉語平定話中的兒化音非卷舌後綴，而是/l/中綴，將原來的字拆成兩個音節。注意晋语嵌中缀/l/是否为儿化争议很大。

### 吳語
而杭州话受到官话的影响，“儿”字念作/əl/而非其他吴语方言的鼻音韵。

### 粵語
- 廣州話：「兒」讀成ji4(疑, 宜)，皆以日母支韻。通俗廣州話甚少添後綴而無義。在小稱變音影響下，兒作後綴字時讀ji1（例：乞兒、捉兒人）。
- 在信宜粵語、勾漏片粵語等粵方言中，「兒」可被讀成變音，或伴隨鼻音韻尾依付在詞根中，或把變音直接依付在詞根上。[14]

## 外部連結
- Erhua pronunciation MP3 （页面存档备份，存于） on MIT OpenCourseWare
- Blog discussion of functions of Erhua in meaning, with sound samples